# عبد العزيز جراد
عبد العزيز جراد (12 فبراير 1954 - ) سياسي جزائري عيّنهُ الرئيس عبد المجيد تبون في 28 ديسمبر 2019 وزيراً أول خلفاً لسابقه صبري بوقادوم.

## الحياة الشخصية
ولد في مدينة خنشلة وهو متزوج وأب لأربعة أولاد.

## حياته العلمية
حصل على شهادة عليا في العلوم السياسية من معهد العلوم السياسية في الجزائر عام 1976، وحصل على الدكتوراه في العلوم السياسية والعلاقات الدولية من جامعة باريس عام 1981، وحصل على درجة بروفسور عام 1992 بعد أن درّس في عدة مؤسسات جامعية في الجزائر وخارجها.

## حياته المهنية
شغل منصب مستشار دبلوماسي في عهد الرئيس علي كافي في عام 1992، وأمين عام للرئاسة في عهد الرئيس اليامين زروال، وكان مدير المدرسة العليا للإدارة لمدة 5 سنوات بين عامي (1989 - 1992). وشغل منصب الأمين العام لوزارة الخارجية 2001 و 2003، كُلّفَ بتشكيل الحكومة الجديدة بعد إقالة حكومة بدوي.